# Acacia nanodealbata
Acacia nanodealbata é uma espécie de leguminosa do gênero Acacia, pertencente à família Fabaceae.